# Azé (Saône-et-Loire)
Azé é uma comuna francesa na região administrativa de Borgonha-Franco-Condado, no departamento Saône-et-Loire. Estende-se por uma área de 14,94 km². Em 2010 a comuna tinha 1 091 habitantes (densidade: 73 hab./km²).